# Icterus graceannae
El turpial aliblanco (Icterus graceannae) también conocido como chorcha pechipunteada, chiroca,  oriol filiblanco o turpial de puntas blancas, es una especie de ave paseriforme de la familia Icteridae, originaria de Ecuador y Perú. Su hábitat natural son los bosques secos y húmedos. 
Fue nombrado en 1867 por el naturalista John Cassin en honor de su protegida Graceanna Lewis.
Debido a su distribución razonablemente amplia y la diversidad de su hábitat, la mayoría de los expertos consideran que la amenaza de una disminución importante de la población es mínima. Los tamaños de la población mundial y los cambios de la población aún no se han medido cuantitativamente. La especie sigue listado como de preocupación menor por Birdlife International.

## Descripción
Mide 20,5 cm de longitud. El plumaje es amarillo dorado con mejillas, babero y cola negras. Las alas son negras por el lado superior con un parche blanco en las plumas de vuelo y el otro lado amarillo. La cola es negra con la punta blanca.